# Newport, Rhode Island

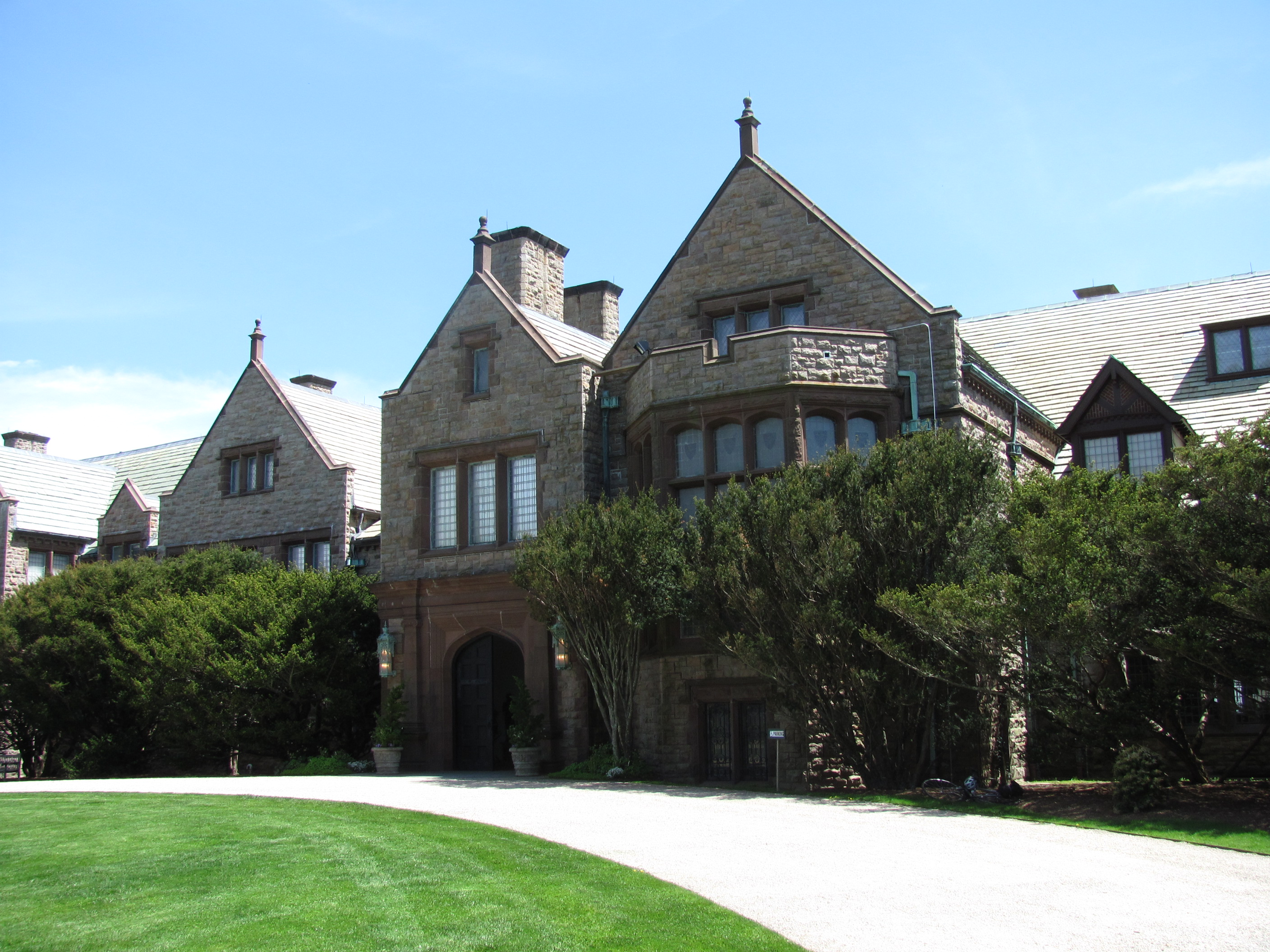

Newport este un oraș și sediul comitatului Newport din statul Rhode Island, cel mai mic stat federal al Statelor Unite ale Americii. Conform recensământului din anul 2000, Census 2000, populația sa era de 26.475 de locuitori.

## Localități înfrățite
- Saint John, New Brunswick, New Brunswick
- La Rochelle, Charente-Maritime
- Skiathos, Prefectura Magnesia
- Kinsale, Comitatul Cork
- Imperia, Provincia Imperia
- Shimoda, Shizuoka, Prefectura Shizuoka
- Ponta Delgada, Azore

## Personalități născute aici
- Clarence King (1842 - 1901), geolog, alpinist.